# Модена (округ)
Округ Модена (итал. Provincia di Modena) је округ у оквиру покрајине Емилија-Ромања у северној Италији. Седиште округа покрајине и највеће градско насеље је истоимени град Модена.
Површина округа је 2.689 км², а број становника 688.286 (2008. године).

## Природне одлике
Округ Модена се налази у северном делу државе, без излаза на море. Северна половина округа је равничарског карактера, у области Падске низије. Јужни део чине планине северних Апенина. Најважнија река у округу је По, као северна граница округа. Друга битна река је мања река Панаро, која тече његовом средишњим делом.

## Становништво
По последњим проценама из 2008. године у округу Модена живи близу 700.000 становника. Густина насељености је изузетно велика, преко 250 ст/км². Северна, равничарска половина округа је знатно боље насељена, нарочито око града Модене.
Поред претежног италијанског становништва у округу живе и велики број досељеника из свих делова света.

## Општине и насеља
У округу Модена постоји 47 општина (итал. Comuni).
Најважније градско насеље и седиште округа је град Модена (180.000 ст.) у средишњем делу округа. Други по величини је град Карпи (66.000 ст.) у северном, а трећи Сасуоло (42.000 ст.) у западаном делу округа.